# Solanum stagnale
Solanum stagnale är en potatisväxtart som beskrevs av Stefano Moricand. Solanum stagnale ingår i släktet skattor som ingår i familjen potatisväxter. Inga underarter finns listade i Catalogue of Life.